# Declaración de la misión
La misión es el conjunto de objetivos generales y principios de trabajos para avanzar en una organización, que se expresa por medio de una declaración de la misión, que resume la misión empresarial en una sola frase, con el objetivo de comunicar la misión a todos los miembros de la organización.
Los miembros de la organización son comúnmente conocidos como stakeholder o accionistas en la bibliografía estratégica, y comprende a los empleados, dueños, inversionistas o interesados, proveedores, clientes y a la comunidad.
La misión empresarial tiene sentido en tanto sea conocida por los stakeholders, pues proporciona un marco objetivo, sin ambigüedades ni malentendidos, para entender qué esperar de la compañía, y qué espera la compañía de cada uno.
La declaración de la misión es una forma muy difundida y efectiva de comunicarles la misión. Su efectividad depende de dos aspectos principales:
- El método de formulación de la declaración, que no deje fuera ningún aspecto esencial de la misión de la compañía
- La síntesis de la declaración a una frase única

Esta última característica es muy importante para una rápida y efectiva difusión y absorción del concepto. La única contra que se le atribuye es la forma antiestética, complicada y antinatural que suele adoptar la frase, que puede producir aversión, por lo menos la primera vez que se lee. A veces las compañías usan su declaración de misión como un eslogan publicitario, pero esto es una desviación del verdadero propósito.

## Ejemplos de declaración de misión
Proveer productos y servicios superiores a la sociedad, por medio del desarrollo de innovaciones y soluciones que mejoren la calidad de vida y satisfagan las necesidades de los clientes, dar a los empleados trabajo significativo y oportunidades de progreso, y a los inversores un retorno superior.
Merck

Una computadora en cada escritorio y en cada hogar, con software de Microsoft.
Microsoft

La misión de Google es organizar la información del mundo y hacerla accesible y útil de forma universal.
Google

## Formulación de la misión
El proceso de formulación de la misión es un trabajo directivo, que no puede ser delegado en un área. No es un trabajo del área de recursos humanos, de marketing, de estrategia o de control de gestión.
El objetivo de este proceso es lograr acuerdo directivo en el objetivo de la organización, y el modo en que se procura el mismo, un acuerdo sobre qué es y que hace la organización. El resultado de este proceso se materializa en una declaración de la misión. La declaración en sí misma no es el objetivo del proceso, sino la "prueba" de que se ha logrado acuerdo sobre la misión de la compañía.
Existen varias técnicas para elaborar esta declaración. Todas ellas procuran
- la participación de los directivos, imprescindible para lograr un acuerdo genuino
- recorrer la lista de stakeholders, para no dejar a ninguno fuera
- desarrollar un listado largo de conceptos, para luego eliminarlos dejando sólo los más relevantes
- dar forma de frase para facilitar su comunicación y comprensión

La naturaleza escrita de la declaración de la misión elimina la subjetividad y la ambigüedad que suele existir entre los stakeholders. En compañías que carecen de una declaración de su misión, cada empleado suele formular una respuesta diferente si se le consulta sobre el objetivo de la empresa.

## Los stakeholders
Los miembros interesados en la organización, o stakeholders, no se limitan a los dueños o accionistas, sino que se extienden a empleados, proveedores, clientes, sindicatos, gobierno, etc. La consideración de todos los miembros interesados permite considerar un panorama más completo de la compañía y sus posibilidades.
La declaración de la misión sustituye algunos paradigmas muy arraigados y que se han demostrado incompletos por su marcado sesgo:
- El objetivo de una empresa es maximizar beneficios
- La empresa existe para sus accionistas

## Qué no es la misión
- No es un "eslogan" publicitario. Es común no utilizar la misión como tal, aunque normalmente en estos casos se descubre que la mal llamada misión está dirigida a los clientes solamente.
- No es una visión estratégica de largo plazo. La proyección de la empresa se denomina visión, y debe estar complementada con la misión, que explica qué es la empresa ahora.
- No es lo que se quiere que la empresa sea. La declaración de la misión no debe usarse ingenuamente para transformar la empresa. La misión debe mostrar la esencia de la empresa, y en una transformación debe destacar los elementos comunes entre la empresa actual y la empresa que se busca.

La misión suele declararse junto con la visión, y ambas declaraciones constituyen los pasos iniciales para la construcción de una estrategia que pueda bajarse a la práctica y sirva para conducir la empresa en la dirección elegida.